# Бонво (Ду)
Бонво (фр. Bonnevaux (Doubs)) је насељено место у Француској у региону Франш-Конте, у департману Ду.
По подацима из 2011. године у општини је живело 341 становника, а густина насељености је износила 20,63 становника/km².

## Демографија
| 1962. | 1968. | 1975. | 1982. | 1990. | 1999. | 2011. |
| ----- | ----- | ----- | ----- | ----- | ----- | ----- |
| 229   | 246   | 218   | 230   | 224   | 260   | 341   |